# Tryptophan-P-1
Tryptophan-P-1 ist eine chemische Verbindung aus der Gruppe der heterocyclischen aromatischen Amine mit einer Pyridoindol-Grundstruktur.

## Vorkommen
Tryptophan-P-1 wurde als Pyrolyseprodukt von Aminosäuren in gebratenem Rindfleisch, Huhn, Hackfleisch und Sardinen, aber auch in Tabakrauch nachgewiesen.

## Gewinnung und Darstellung
Tryptophan-P-1 kann aus 2,5-Lutidin in 5 Schritten oder aus 4-Nitro-3,6-dichlorpicolinsäure in 4 Schritten gewonnen werden.

## Sicherheitshinweise
Tryptophan-P-1 und seine Derivate zeigten in Anwesenheit des mikrosomalen Aktivierungssystems Mutagenität gegenüber Salmonella typhimurium. Subkutane Injektion erzeugte Sarcome in Hamstern und Ratten.

## Regulierung
Über den Safe Drinking Water and Toxic Enforcement Act of 1986 besteht in Kalifornien seit dem 1. April 1988 eine Kennzeichnungspflicht für Produkte, die Tryptophan-P-1 enthalten.

## Externe Links zu erwähnten Verbindungen
1. ↑  Externe Identifikatoren von bzw. Datenbank-Links zu 4-Nitro-3,6-dichlorpicolinsäure:  CAS-Nr.: 350601-74-0, PubChem: 21696676, Wikidata: Q134139165.